# Wilhelm Ernst (Sachsen-Weimar-Eisenach)

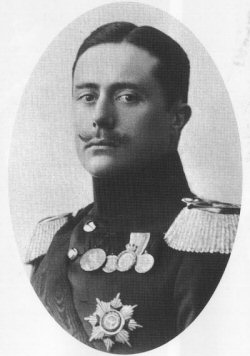
Wilhelm Ernst, Großherzog von Sachsen

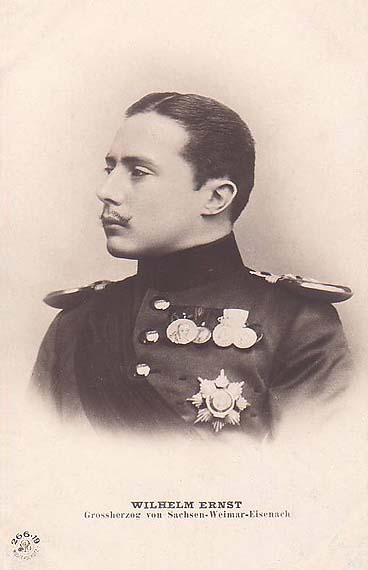
Großherzog Wilhelm Ernst

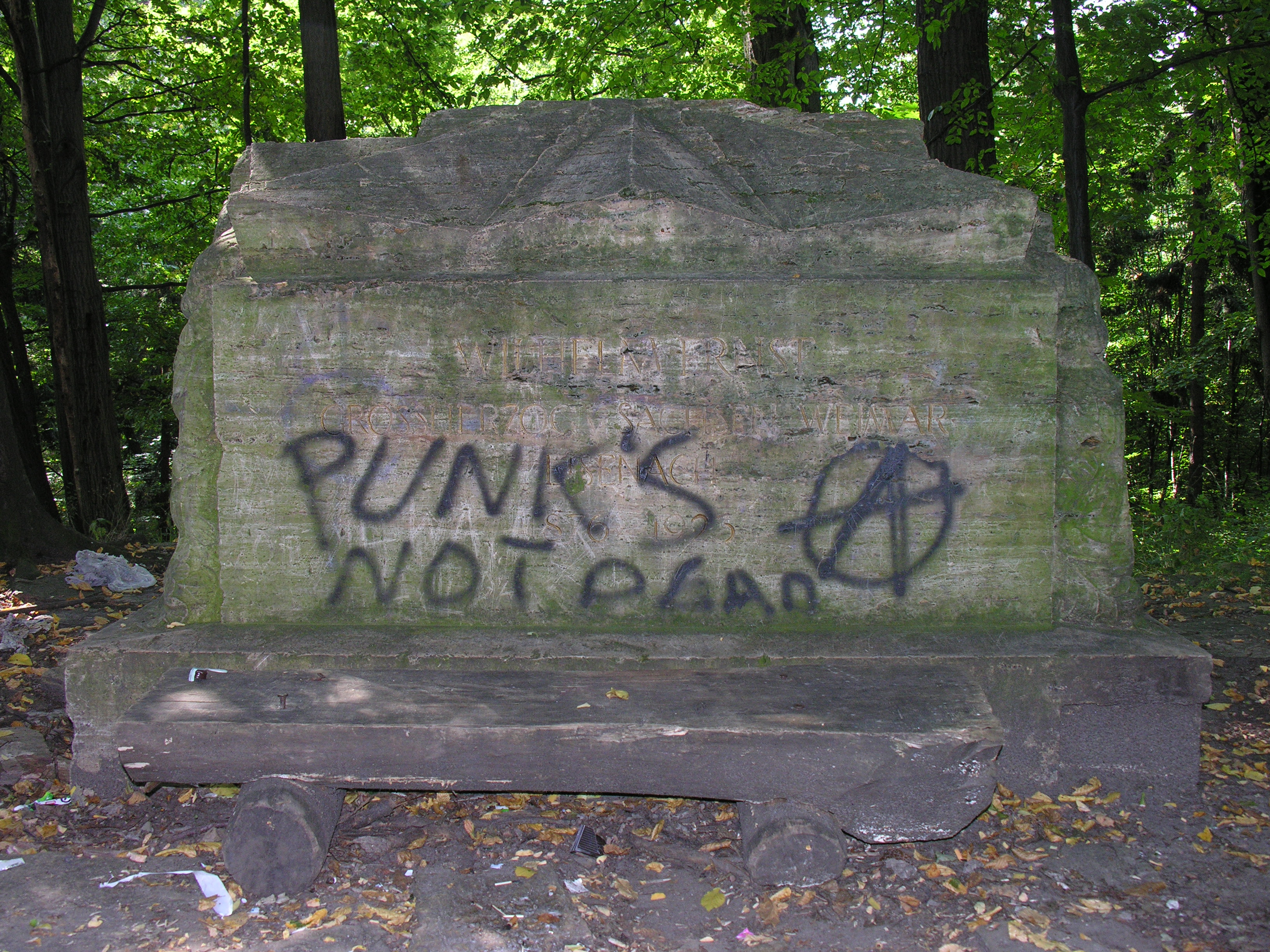
Grab von Wilhelm Ernst in Heinrichau

Wilhelm Ernst Karl Alexander Friedrich Heinrich Bernhard Albert Georg Hermann von Sachsen-Weimar-Eisenach (* 10. Juni 1876 in Weimar; † 24. April 1923 in Heinrichau, Schlesien) war vom 5. Januar 1901 bis zur Novemberrevolution 1918 der letzte Großherzog von Sachsen. Die volle Titulatur lautete: Seine Königliche Hoheit Wilhelm Ernst, von Gottes Gnaden Großherzog zu Sachsen-Weimar-Eisenach (ab 1903: „Großherzog zu Sachsen“), Landgraf in Thüringen, Markgraf zu Meißen, gefürsteter Graf zu Henneberg, Herr zu Blankenhayn, Neustadt und Tautenburg etc.

## Leben
Wilhelm Ernst war der ältere der beiden Söhne des Erbgroßherzogs Karl August von Sachsen Weimar-Eisenach (1844–1894) aus dessen Ehe mit Pauline (1852–1904), Tochter des Prinzen Herrmann von Sachsen-Weimar-Eisenach. Er folgte seinem Großvater Carl Alexander 1901 als Großherzog von Sachsen-Weimar-Eisenach, da sein Vater bereits 1894 gestorben war. Als Erbe des Vermögens seiner Großmutter Sophie galt Wilhelm Ernst als reichster deutscher Fürst seiner Zeit. Zunächst war von 1881 bis 1889 Karl Muthesius, später Seminardirektor in Weimar, für die Unterrichtung des Prinzen verpflichtet worden. Anschließend kam er in die Obhut des Oberlehrers Karl Georg Brandis, der dann von 1902 bis 1926 die Universitätsbibliothek in Jena leitete. Für die militärische Erziehung war von 1886 bis 1895 Hauptmann Max von Griesheim verantwortlich. Nach seiner militärischen Ausbildung avancierte Wilhelm Ernst am 13. September 1911 zum General der Infanterie in der Preußischen Armee. Er war Chef des Infanterie-Regiments „Großherzog von Sachsen“ (5. Thüringisches) Nr. 94 sowie des Thüringischen Husaren-Regiments Nr. 12 und stand à la suite des 1. Garde-Regiments zu Fuß und des I. Seebataillons. In der Sächsischen Armee bekleidete er den Rang als General der Kavallerie und war seit dem 30. April 1903 Chef des Karabinier-Regiments (2. Schweres Regiment).
Ab 1898 war er Mitglied des Corps Borussia Bonn. Im gleichen Jahrgang waren unter anderem der griechische Fürst Emanuel Ypsilanti und der spätere Bankier Friedrich von Wallenberg-Pachaly.

### Das neue Weimar
Seine bedeutenden Geldmittel ließ Wilhelm Ernst zu großen Teilen in die Förderung der Kultur fließen. Obwohl der Großherzog als amusisch und „den preußischen Offizier herauskehrend“ beschrieben wurde, schuf er damit das Neue Weimar. Hans Olde, Harry Graf Kessler, Henry van de Velde und Adolf Brütt wurden nach Weimar berufen. Der Großherzog förderte die Universität Jena durch den Neubau des Kollegiengebäudes nach Entwürfen des Münchner Architekten Theodor Fischer und ließ den Neubau des Weimarer Hoftheaters durch den damals als Erneuerer des Theaterbaus bekannten Münchner Architekten Max Littmann errichten. Der Verleger Eugen Diederichs zog nach Jena, der Literat Johannes Schlaf nach Weimar.
Später förderte Wilhelm Ernst immer mehr die konservativ-preußischen Kräfte, so dass Weimar bald zu einem Zentrum völkisch-nationalistischer Kunstauffassungen wurde. Der Soziologe Max Weber bezeichnete Wilhelm Ernst deshalb als „einen Hohn auf diesen Ort“.
Im Zuge der Errichtung des Denkmals für Carl Alexander – geschaffen vom Bildhauer Adolf Brütt – wurde die Altstadt insgesamt durch eine Schutzverordnung vom Entfaltungsraum des Neuen Weimar und des Jugendstils abgegrenzt. Die vom Staat beauftragte Porträtbüste Wilhelm Ernsts in Marmor schuf 1911 Brütts Nachfolger, der Bildhauer Gottlieb Elster.

### Abdankung und Exil in Schlesien
Eine der letzten Amtshandlungen des Großherzogs Wilhelm Ernst zur Zeit der Novemberrevolution 1918 war die Berufung von Walter Gropius. Der Soldatenrat unter Führung des Sozialdemokraten August Baudert zwang den Großherzog am 9. November 1918 zur Abdankung. Baudert hatte Wilhelm Ernst als „meistverhassten“ Fürsten in Deutschland bezeichnet. Wilhelm Ernst erhielt jedoch die Möglichkeit, die Regierungsverantwortung in ihm geeignet erscheinende Hände abzugeben. Noch kurz zuvor waren Weimarer Bürger an den Großherzog mit dem Ansinnen herangetreten, alles zu tun, um das parlamentarische System zu verhindern. Kurz vor seiner Abdankung bemerkte Wilhelm Ernst: „Ich hatte alles getan, was ich konnte. Ich hatte noch viel Gutes vor.“
Wilhelm Ernst zog auf seinen Privatbesitz nach Schloss Heinrichau in Schlesien, wo er bis zu seinem Tod lebte; im dortigen Park befindet sich auch sein Grab. Nach der Fürstenabfindung war das gesamte Inventar des Schlosses Allstedt nach Heinrichau verbracht worden. Die Herrschaft Heinrichau beinhaltete dreißig Güter mit einem großen Verwaltungsbetrieb, vom Generalbevollmächtigten, Oberinspektoren, Rendanten und Forstmeister. Die Gutswirtschaft unterhielt sogar eine Fasanerie und ein eigenes Laboratorium. Seine zweite Ehefrau, der Großherzogin Feodora von Sachsen, geborene Prinzessin von Sachsen-Meiningen (1890–1972), besaß 1937 einen so genannten Erbhof Alt Heinrichau mit drei kleinen Nebengütern, insgesamt 458 ha. Die Familie behielt die Begüterungen bis zur Enteignung 1945.
Im Auseinandersetzungsvertrag zwischen Wilhelm Ernst und dem „Gebiet Weimar“ vom November 1921 wurde unter anderem geregelt, das Schloss Dornburg der Goethe-Gesellschaft als Geschenk zu übereignen.

### Persönlichkeit
Wilhelm Ernst galt als komplizierte Persönlichkeit; rabiat, verschlossen und aufbrausend. Graf Kessler, dem Wilhelm Ernst sein Scheitern in den radikalen Kunstauffassungen anlastete, bezeichnete ihn als „pathologisches Objekt“, Freifrau von Spitzemberg als „völlig unerzogenen und törichten Prinzen“.
Besonders unbeliebt war der Fürst in den Niederlanden, wo er zeitweise als präsumtiver Thronfolger galt (s. unten). So beschreibt ihn Graf Dumonceau als „äußerlich nicht sonderlich anziehend, klein und eher fett“. Fräulein van de Poll, eine Hofdame der Königin Emma, berichtet: „Der Erbgroßherzog ist ein kleiner, häßlicher und lärmender Mann, der mir beim Abendessen Unbehagen bereitete, indem er mich quer über die Tafel laut anredete, er hätte gehört, ich sei in der Lage fließend deutsch zu sprechen, was er merkwürdig fand.“

## Anspruch auf den niederländischen Thron
Als Enkel der niederländischen Prinzessin Sophie von Oranien-Nassau stand Wilhelm Ernst in der niederländischen Thronfolge hinter Königin Wilhelmina. Die Niederlande befürchteten einen möglichen deutschen Einfluss auf ihr Land, wenn nicht sogar dessen Annektierung.
Um dies zu verhindern, erwog man, die Verfassung dahingehend zu ändern, Wilhelm Ernst von der Thronfolge auszuschließen. Letztlich entschied man sich jedoch anders. Für den Fall, dass Königin Wilhelmina ohne Thronfolger sterben würde, müssten sich Wilhelms Nachkommen zwischen dem Weimarer und dem niederländischen Thron entscheiden. Mit der Geburt von Prinzessin Juliana (1909–2004) sank die Wahrscheinlichkeit erheblich, dass je ein Mitglied des Hauses Sachsen-Weimar-Eisenach den niederländischen Thron besteigen würde. Eine weitere Verfassungsänderung im Jahr 1922 verfügte, dass sich die Thronfolge künftig ausschließlich auf Nachfahren von Königin Wilhelmina beschränkt. Somit ist jegliche Möglichkeit für das Haus Sachsen-Weimar-Eisenach, eines Tages den niederländischen Thron zu besteigen, endgültig geschwunden.

## Ehen und Nachkommen

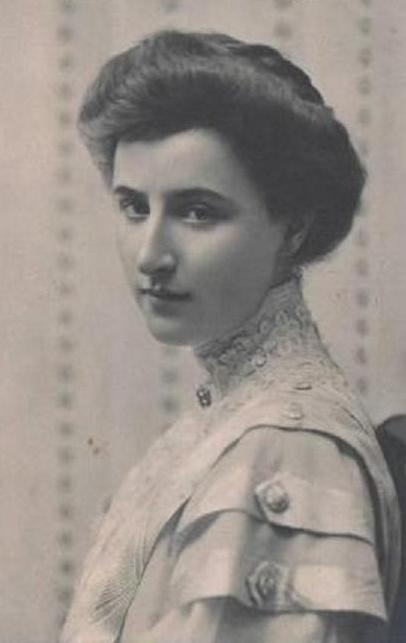
Feodora von Sachsen-Meiningen, Großherzogin von Sachsen

Nachdem über eine Ehe Wilhelm Ernsts mit der Kaisertochter Margarethe spekuliert worden war, heiratete er in erster Ehe in Bückeburg am 30. April 1903 Caroline (1884–1905), Tochter des Fürsten Heinrich XXII Reuß zu Greiz. Die Ehe blieb kinderlos. Seine zweite Ehefrau wurde am 4. Januar 1910 in Meiningen Feodora (1890–1972), Tochter des Prinzen Friedrich von Sachsen-Meiningen; mit ihr hatte er vier Kinder:
- Sophie (1911–1988)

⚭ 1938 (gesch. 1938) Friedrich Günther von Schwarzburg (1901–1971)
- Karl August (1912–1988), Erbgroßherzog von Sachsen-Weimar-Eisenach[14]

⚭ 1944 Elisabeth von Wangenheim-Winterstein (1912–2010)
- Bernhard (1917–1986)

⚭ 1943 (gesch. 1956) Felicitas zu Salm-Horstmar (* 1920)
- Georg Wilhelm (1921–2011), verzichtete 1953 und nannte sich „Jörg Brena“

⚭ 1953 Gisela Jänisch (1930–1989)

## Vorfahren
| Ahnentafel Wilhelm Ernst (Sachsen-Weimar-Eisenach)               | Ahnentafel Wilhelm Ernst (Sachsen-Weimar-Eisenach)                                                                       | Ahnentafel Wilhelm Ernst (Sachsen-Weimar-Eisenach)                                                                       | Ahnentafel Wilhelm Ernst (Sachsen-Weimar-Eisenach)                                                                       | Ahnentafel Wilhelm Ernst (Sachsen-Weimar-Eisenach)                                                                       | Ahnentafel Wilhelm Ernst (Sachsen-Weimar-Eisenach)                                                                              | Ahnentafel Wilhelm Ernst (Sachsen-Weimar-Eisenach)                                                                              | Ahnentafel Wilhelm Ernst (Sachsen-Weimar-Eisenach)                                                                       | Ahnentafel Wilhelm Ernst (Sachsen-Weimar-Eisenach)                                                                       |
| ---------------------------------------------------------------- | --- | --- | --- | --- | --- | --- | --- | --- |
| Urgroßeltern                                                     | Großherzog Karl Friedrich (Sachsen-Weimar-Eisenach) (1783–1853) ⚭ 1804 Großfürstin Maria Pawlowna (1786–1859)            | Großherzog Karl Friedrich (Sachsen-Weimar-Eisenach) (1783–1853) ⚭ 1804 Großfürstin Maria Pawlowna (1786–1859)            | König Wilhelm II. (Niederlande) (1792–1849) ⚭ 1816 Großfürstin Anna Pawlowna (1795–1865)                                 | König Wilhelm II. (Niederlande) (1792–1849) ⚭ 1816 Großfürstin Anna Pawlowna (1795–1865)                                 | Prinz Karl Bernhard von Sachsen-Weimar-Eisenach (1792–1862) ⚭ 1816 Prinzessin Ida von Sachsen-Meiningen (1794–1852) (1833–1922) | Prinz Karl Bernhard von Sachsen-Weimar-Eisenach (1792–1862) ⚭ 1816 Prinzessin Ida von Sachsen-Meiningen (1794–1852) (1833–1922) | König Wilhelm I. (Württemberg) (1781–1864) ⚭ 1839 Prinzessin Pauline von Württemberg (1800–1873)                         | König Wilhelm I. (Württemberg) (1781–1864) ⚭ 1839 Prinzessin Pauline von Württemberg (1800–1873)                         |
| Großeltern                                                       | Großherzog Carl Alexander (Sachsen-Weimar-Eisenach) (1818–1901) ⚭ 1842 Prinzessin Sophie der Niederlande (1824–1897)     | Großherzog Carl Alexander (Sachsen-Weimar-Eisenach) (1818–1901) ⚭ 1842 Prinzessin Sophie der Niederlande (1824–1897)     | Großherzog Carl Alexander (Sachsen-Weimar-Eisenach) (1818–1901) ⚭ 1842 Prinzessin Sophie der Niederlande (1824–1897)     | Großherzog Carl Alexander (Sachsen-Weimar-Eisenach) (1818–1901) ⚭ 1842 Prinzessin Sophie der Niederlande (1824–1897)     | Prinz Hermann von Sachsen-Weimar-Eisenach (1825–1901) ⚭ 1851 Prinzessin Auguste von Württemberg (1826–1898)                     | Prinz Hermann von Sachsen-Weimar-Eisenach (1825–1901) ⚭ 1851 Prinzessin Auguste von Württemberg (1826–1898)                     | Prinz Hermann von Sachsen-Weimar-Eisenach (1825–1901) ⚭ 1851 Prinzessin Auguste von Württemberg (1826–1898)              | Prinz Hermann von Sachsen-Weimar-Eisenach (1825–1901) ⚭ 1851 Prinzessin Auguste von Württemberg (1826–1898)              |
| Eltern                                                           | Erbgroßherzog Karl August von Sachsen-Weimar-Eisenach (1844–1894) ⚭ 1873 Pauline von Sachsen-Weimar-Eisenach (1852–1904) | Erbgroßherzog Karl August von Sachsen-Weimar-Eisenach (1844–1894) ⚭ 1873 Pauline von Sachsen-Weimar-Eisenach (1852–1904) | Erbgroßherzog Karl August von Sachsen-Weimar-Eisenach (1844–1894) ⚭ 1873 Pauline von Sachsen-Weimar-Eisenach (1852–1904) | Erbgroßherzog Karl August von Sachsen-Weimar-Eisenach (1844–1894) ⚭ 1873 Pauline von Sachsen-Weimar-Eisenach (1852–1904) | Erbgroßherzog Karl August von Sachsen-Weimar-Eisenach (1844–1894) ⚭ 1873 Pauline von Sachsen-Weimar-Eisenach (1852–1904)        | Erbgroßherzog Karl August von Sachsen-Weimar-Eisenach (1844–1894) ⚭ 1873 Pauline von Sachsen-Weimar-Eisenach (1852–1904)        | Erbgroßherzog Karl August von Sachsen-Weimar-Eisenach (1844–1894) ⚭ 1873 Pauline von Sachsen-Weimar-Eisenach (1852–1904) | Erbgroßherzog Karl August von Sachsen-Weimar-Eisenach (1844–1894) ⚭ 1873 Pauline von Sachsen-Weimar-Eisenach (1852–1904) |
| Großherzog Wilhelm Ernst von Sachsen-Weimar-Eisenach (1876–1923) | | | | | | | | |